# Franz de Paula Gundaccar al II-lea von Colloredo-Mannsfeld
Franz de Paula Gundaccar al II-lea von Colloredo-Mannsfeld (n. 8 noiembrie 1802, Viena, Monarhia Habsburgică – d. 28 mai 1852, Gräfenberg, Regatul Bavariei, Germania) a fost un Feldmarschall-Leutnant austriac.

## Biografie
Era fiul contelui Hieronymus von Colloredo-Mansfeld, general-locotenent în timpul Războaielor Napoleoniene. În perioada studiilor sale, el a devenit în 1819 membru al Alten Prager Burschenschaft Teutonia și a fost în 1819, membru al burschenschaftlichen Kreis din Viena. A intrat în Armata Imperială Austriacă în 1824 și a avansat rapid în carieră. A fost mai întâi cadet în Regimentul 57 Infanterie, apoi căpitan în Batalionul 1, maior în Regimentul 11 Infanterie (în 1834), locotenent-colonel (în 1838) și colonel al Batalionului 1 Vânători (în iulie 1838). 
A fost promovat general-maior în 1848 și a fost numit mai întâi la comanda unei brigăzi din Trieste și apoi comandant al fortăreței Theresienstadt. De acolo, el a participat în iunie 1848 la reprimarea revoltei din Praga, iar în octombrie 1848 și-a condus brigada în asediul Vienei, sub comanda feldmareșalului Alfred de Windisch-Graetz. Pe 17 decembrie 1848 a traversat râul Morava. 
În campania militară din 1848/1849 împotriva Revoluției din Ungaria a luptat sub comanda lui Windisch-Grätz, distingându-se în special în Bătălia de la Kápolna din 26-27 februarie 1849 și fiind decorat cu Ordinul Coroana de Fier clasa a II-a. La începutul lunii martie a luptat la Egerfarmos. Nu a participat în prima fază a Campaniei de Primăvară. După evacuarea Pestei s-a retras prin Tata la Győr.
În bătălia de la Komárom, pe 26 aprilie 1849, până la sosirea generalului locotenent Csorich, el a condus asediul armatei imperiale și apoi, după bătălie, a acoperit trupele care se retrăgeau către Győr. După Campania de primăvară a fost promovat la gradul de general locotenent și a primit comanda Corpului II. Ulterior a fost detașat cu divizia sa la Csallóköz și a avut mai multe ciocniri cu trupele maghiare cantonate la Komárom. După ce a părăsit corpul principal al lui Haynau, a rămas, împreună cu alte trupe ale Corpului, în apropiere de Komárom. În timpul atacului lui Klapka din 3 august 1849, el a condus cu un succes relativ trupele imperiale împotriva trupelor maghiare superioare numeric, deoarece trupele sale au avut pierderi mari. În 1850 a primit comanda Corpului 2 de Armată.
După moartea unchiului său Rudolf Joseph al II-lea von Colloredo-Mannsfeld a moștenit în 1844 domeniul nobiliar Dobřisch, precum și moșiile Bukowa și Kotenčic, Langen-Lhota și Slowansko, Heiligenfeld și Suchydol. S-a căsătorit în 1825 cu Christine von Clam-Gallas, fiica contelui Christian Christoph Clam-Gallas, cu care a avut o fiică pe nume Wilhelmine Josephine.
A murit pe 29 mai 1852 în Gräfenberg.